# 올림픽 스케이트보드
올림픽 스케이트보드는 올림픽에서 스케이트보드로 경기를 겨루는 올림픽 경기 종목이다. 스케이트보드는 2021년 일본 도쿄에서 열린 2020년 하계 올림픽에서 처음으로 모습을 드러냈다. 또한 국제 올림픽 위원회(IOC)는 2024년 파리 올림픽에 포함되도록 잠정 승인했다.
월드 스케이트가 현재 올림픽 스케이트보드를 주관한다.

## 입후보
2015년 9월, 스케이트보드는 야구, 소프트볼, 공수도, 서핑, 스포츠클라이밍과 함께 2020년 하계 올림픽에 포함될 후보 목록에 포함되었다. 2016년 6월, 국제 올림픽 위원회(IOC) 집행위원회는 2020년 올림픽에 모든 최종 후보 스포츠를 포함시키자는 제안을 지지하겠다고 발표했다. 마침내 2016년 8월 3일에 5개 스포츠(야구와 소프트볼을 하나의 스포츠로 간주)가 모두 2020년 올림픽 프로그램에 포함되도록 승인되었다. 스케이트보드가 올림픽에 포함되는 데 가장 큰 장애물 중 하나는 스케이트보드에서 큰 부상이 너무 위험하고(사망도 포함될 수 있음) IOC가 책임을 질 가능성이 적다는 점이었다. 또한 스케이트보드 하위 문화는 올림픽 게임이 스포츠에 비해 너무 "주류"라는 생각을 밀어붙이는 데 도움이 되었고, 그 결과 스케이트보드 조직은 이 스포츠를 올림픽 게임에 포함시키려는 대규모 캠페인을 벌이지 않았다.